# ماریا آرباتوا
ماریا آرباتوا (روسی: Мари́я Ива́новна Арба́това؛ زادهٔ ۱۷ ژوئیهٔ ۱۹۵۷) روزنامه‌نگار، شاعر، نویسنده، مجری، فیلم‌نامه‌نویس، فمنیست و مترجم اهل اتحاد جماهیر سوسیالیستی شوروی است.

## زندگی‌نامه
ماریا آرباتوا در سال ۱۹۵۷ در موروم متولد شد. او در دانشکده روزنامه‌نگاران جوان دانشگاه دولتی مسکو تحصیل کرد و بعد به دانشکدهٔ فلسفه رفت.
او نویسنده ای حدود ۲۰ کتاب و مقالات متعدد است که در مجلات و روزنامه‌های مشهور در روسیه و اروپا منتشر شده‌است. نوشته‌های او ایدئولوژی فمینیستی خود را بیان می‌کند. از سال ۲۰۰۵ او برنامه رادیویی «حق داشتن خود را» ارائه کرده‌است.